# Solid (KDE)
Solid is een framework voor KDE 4 dat apparaten integreert. Het werkt met gelijkaardige principes zoals KDE's multimediaprogramma Phonon; in plaats van de hardware zelf te beheren, maakt het bestaande oplossingen toegankelijk via een enkele API. De huidige oplossing maakt gebruik van HAL, NetworkManager en BlueZ (de officiële Bluetooth-stack van Linux). Alle onderdelen kunnen echter vervangen worden zonder de applicatie te beschadigen, waardoor programma's die Solid gebruiken extreem flexibel en portable zijn (draagbaar, geen installatie behoevend). Er wordt ook gewerkt aan een Solid-backend voor de Windows-port van KDE gebaseerd op Windows Management Instrumentation.
Solid is onderverdeeld in vele hardwaredomeinen die onafhankelijk van elkaar werken. Domeinen kunnen worden toegevoegd indien nodig. Het ene domein zou bijvoorbeeld Bluetooth kunnen zijn en het andere energiebeheer. Solid wordt veelvuldig gebruikt in KDE 4 en de meegeleverde applicaties, waardoor ze zich meer bewust zijn van hardwaregebeurtenissen en makkelijker zijn te ontwikkelen.